# Unió de Rabassaires i Altres Cultivadors del Camp de Catalunya
Unió de Rabassaires i Altres Cultivadors del Camp de Catalunya o Unió de Rabassaires fou un sindicat de viticultors no propietaris sorgit a Catalunya l'any 1922. Com a Federació de Sindicats Agrícoles de Catalunya federà i coordinà diverses entitats camperoles d'àmbit local o comarcal, davant la crisi vinícola de superproducció i la baixa de preus subsegüents a la Primera Guerra Mundial. Pretenia enquadrar no sols els rabassaires sinó també els parcers i arrendataris. El seu fundador fou el dirigent pagès de Martorell Francesc Riera i Claramunt, amb els polítics republicans Lluís Companys, Amadeu Aragay i Davi, Pere Estartús Eras i Ernest Ventós i Casadevall. El seu òrgan de premsa era La Terra. Va comptar amb un destacat suport a les àrees del Vallès, el Penedès, el Bages i el Maresme.

## Creació
Quan l'any 1922 neix la Unió de Rabassaires tenia com a objectiu convertir-se en el sindicat majoritari del sector vitivinícola català de tots aquells que treballen mitjançant un contracte de conreu, tant fossin parcers, rabassaires o arrendataris, incorporant també a petits propietaris i jornalers. Lluís Companys i Amadeu Aragay, que havien donat suport al món obrer anarcosindicalista la dècada anterior i l'havien incorporat a la causa republicana, es varen orientar cap al sindicalisme camperol que estava fragmentat per àmbits locals.
Companys es trobava empresonat a Maó quan va ser elegit pel districte electoral de Sabadell a les eleccions generals espanyoles de desembre de 1920, gràcies al suport dels municipis rabassaires del Vallès occidental com Barberà, Castellar, Sant Cugat, Sant Quirze, Sentmenat. La Federació de Rabassers de Catalunya, amb seu a Martorell, es convertí en l'eix de la Unió de Rabassaires que va fer la seva assemblea constituent el 6 d'agost de 1922 a Barcelona. Companys refusà la presidència d'honor i, juntament amb Fèlix Duran Cañameres, Pere Estartús Eras i Amadeu Aragay, constituïren la direcció efectiva del sindicat amb Jaume Martrat, de Martorell com a primer president de la Unió. La resta del comitè el varen formar per Joan Torras, de Ullastrell; Josep Ricart, de Sant Pere de Ribes; Astra Janer, de Sabadell; Josep Raventós, de Sant Sadurní; Josep Buil, de Piera; Pere Cartró, de Vilafranca i Joan Bonastre, de Masquefa.

## Història
Durant la dictadura de Miguel Primo de Rivera va restar força passiu, però amb l'arribada de la Segona República Espanyola va créixer ràpidament, de manera que el 1932 arribà als 21.542 afiliats i esdevingué la central sindical majoritària al camp català. Estretament vinculada a l'Esquerra Republicana de Catalunya, canalitzà les reivindicacions agràries sota un programa força radical, però no pas revolucionari, defensor de l'explotació familiar, autònoma i hereditària, i s'enfrontà a l'Institut Agrícola Català de Sant Isidre, vinculat a la Lliga Regionalista. El 1934, davant les dilacions a resoldre la qüestió rabassaire, es distancià d'ERC, radicalitzà la seva línia i formà part de l'Aliança Obrera.
Tanmateix, després dels fets del sis d'octubre de 1934, que provocaren l'empresonament de la major part dels seus dirigents, va prendre un caràcter cooperatiu i mutualista. Dos dirigents seus, Pau Padró i Canyelles i Josep Calvet i Móra, foren diputats en el Front d'Esquerres de Catalunya, tot accentuant l'acostament a la Unió Socialista de Catalunya. Des del juliol del 1936 estigué present al Comitè de Milícies Antifeixistes de Catalunya, al govern de la Generalitat i a tots els òrgans de poder a Catalunya, i s'oposà al col·lectivisme de la CNT, seguint la línia política marcada per ERC i el PSUC. Assumí el control de la Unió de Sindicats Agrícoles de Catalunya, i, el gener del 1937, es va fondre amb les altres entitats agràries catalanes per a formar la Federació de Sindicats Agrícoles, única de Catalunya.